# Chatter 8th woman
Chatter 8th woman（チャターエイスウーマン）は、日本のロックバンドである。
1998年結成。2003年から活動停止中。

## メンバー
- ベア（Vocal,Guitar）
- スド→（Bass,cho）現在bicycleとして活躍中
- ユメタカ（Drums）
- ダイスケ（Guitar）　Half Time,WALK IN THE GROUND以外の音源全てに参加
- カティ（Guitar）　Half Time,WALK IN THE GROUNDのみ参加
- リョムソン（Guitar）現在onsaとして活躍中

## 略歴
1998年1月、ベアを中心に大阪で結成。
当時のメンバーはベア（Vocal,Guitar）、スド→（Bass,cho）、ユメタカ（Drums）の3人編成で、
V.A「Youth Against Humbugs」の参加後、本格的なライブ活動を開始。

ダイスケ（Guitar）加入で4人編成となる。

ライブ活動と様々なオムニバスアルバムに参加した後、2000年2月「Stagnant Mind」をメガフォースコーポレーションよりリリース。

Stagnant Mind収録曲(M3)「It Just Makes Me Want To Cry」がぷらちなロンドンブーツのエンディングテーマにタイアップされた。
2000年7月「walk up」で東芝EMIよりメジャーデビュー。

続いて同年11月に「grunge」をリリース。ダイスケ（Guitar）脱退、後任としてカティ（Guitar）が加入。
カティ加入後、V.A「WALK IN THE GROUND」（2001年）に参加。

2002年3月アルバム「Half Time」をメガフォースコーポレーションよりリリース。

2003年12月に活動停止。

## ディスコグラフィー

### シングル
- walk up（2000年7月12日）
- grunge（2000年11月16日）

### アルバム
- Stagnant Mind（2000年02月02日）
- Half Time（2002年03月27日）

### その他
- V.A「Youth Against Humbugs」（1998年）
- V.A「Smash Counter Attack」（1999年）
- V.A「TOM MEGA BOOTED」（2001年）
- V.A「WALK IN THE GROUND」（2001年）
- V.A「MEGA BEST ミクスチャー&スタイル Vol.1」（2001年）
- V.A「MEGA BEST ミクスチャー&スタイル Vol.2」（2001年）
- V.A「MEGABEST YELLOW BOX」（2002年）
- V.A「MEGABEST GREEN BOX」（2002年）
- V.A「MEGA BEST EMO PUNK SPECIAL」（2002年）

## タイアップ一覧
| 使用年 | 曲名                         | タイアップ                                               |
| ------ | ---------------------------- | -------------------------------------------------------- |
| 2000年 | It just makes me want to cry | テレビ朝日系『ぷらちなロンドンブーツ』エンディングテーマ |